# Луций Егнаций Виктор Лолиан
Луций Егнаций Виктор Лолиан (на латински: Lucius Egnatius Victor Lollianus; ок. 190 – сл. 254) e римски сенатор, политик и военен.

## Биография
Произлиза от фамилията Егнации и е син на Луций Егнаций Виктор (суфектконсул 207 г., легат в Горна Панония 207 – 209 г.). Внук е по бащина линия на философа Авъл Егнаций Присцилиан. Брат е на Егнаций Виктор Мариниан (легат на Арабия и Горна Мизия) и на Егнация Мариниана, която е втората съпруга на римския император Валериан I и майка на император Галиен и Валериан Младши. По някои източници тя е дъщеря на брат му Егнаций Виктор Мариниан.
През 213 г. той е приет като sodales Antoninianes. През 218 г. е легат на Галация, суфектконсул около 219 г. и след това легат на Витиния и Понт и коректор на Ахая (corrector Achaeae). Между 244 – 247 г. той е управител на римската провинция Азия и през 254 г. управител на Рим (praefectus Urbi Romae).
Жени се и ок. 210 г. има син Егнаций Луцилиан (легат на Британия 238 – 244), който има син Егнаций Луцил (консул 265 г.).